# 南草津車站

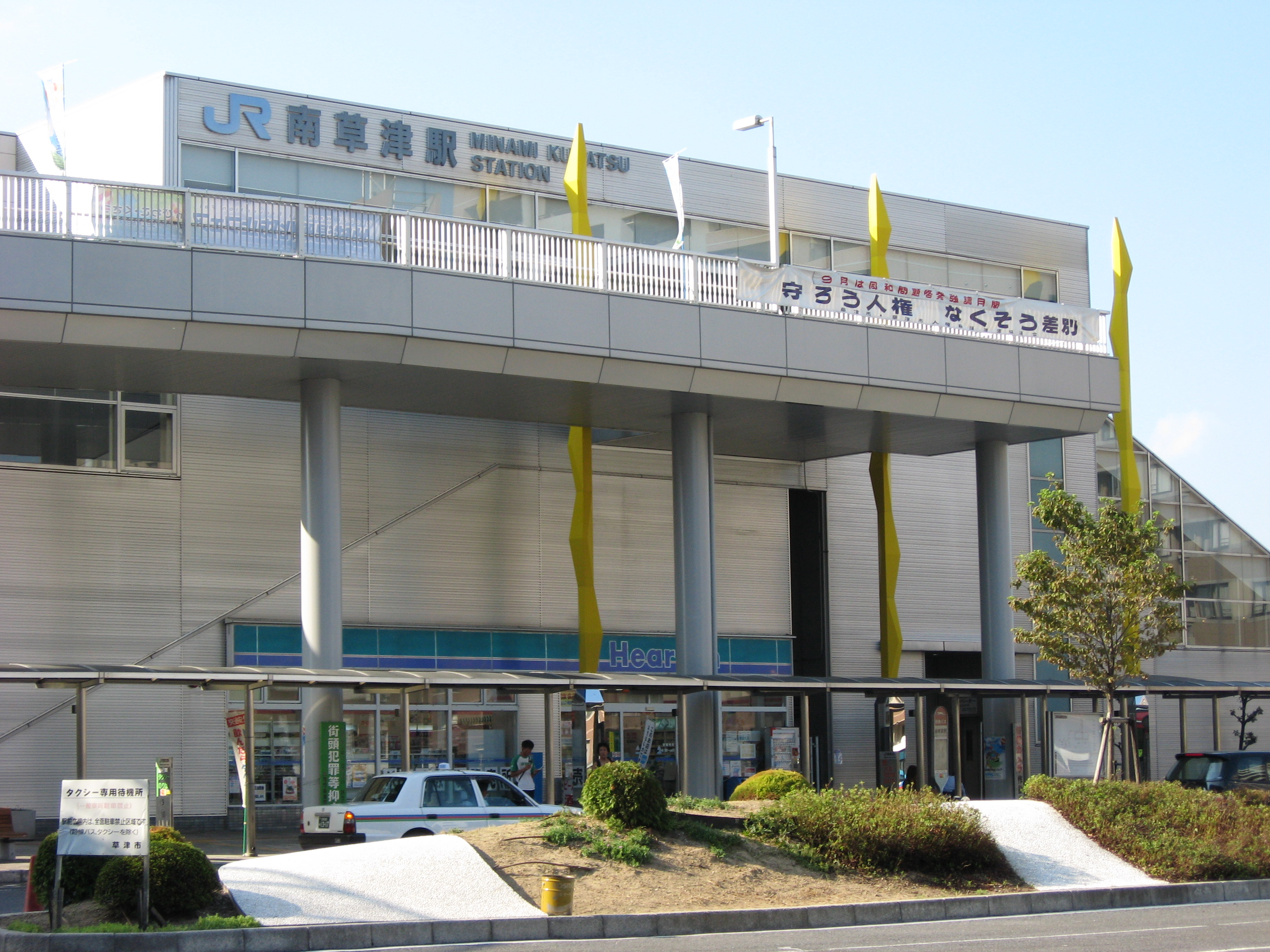
南草津車站東口

南草津車站 （日语：／ Minami-kusatsu eki */?）是一由西日本旅客鐵道（JR西日本）所經營的鐵路車站，位於日本滋賀縣草津市，是JR西日本東海道本線（琵琶湖線）沿線主要車站之一，屬於JR西日本京都支社所管轄的範圍。

## 簡介
每日平均上下車旅次超過2萬人的南草津是滋賀縣內的主要車站之一，但相對於其他百年歷史的老車站，1994年才啟用的南草津相對年輕許多。在車站剛啟用時四周原本都還是休耕的農田環繞，但隨著車站的啟用東口方向的周圍逐漸興盛發展，而受限於遺跡調查的需要而遲遲未能整地開發的車站西口周遭地區，也在2007年重劃完成。包括立命館大學琵琶湖-草津校區（びわこ・くさつキャンパス，簡稱為BKC）的設置並陸續擴地，與周遭包括松下電器產業松下家用設備社（松下ホームアプライアンス社，今日已改名為Panasonic家用設備）在內的工廠陸續擴張，使得車站利用率蒸蒸日上而形成今日的情景。
南草津在車站啟用之前曾一度根據所在地地名被暫時命名為「野路」，之後透過公開募集，為了設站而組成的期成同盟理事會在1992年4月30日時提出代表當地民眾意見的「野路立命館」站名，但之後當地的草津市自治會卻又提出「野路」的命名要求。最後在當地民眾代表、草津市與JR三方協調之下，於1994年6月28日正式決定使用「南草津」作為車站名。
自2014年起，南草津站超越了草津市的中心車站草津站而成為滋賀縣內乘車人數最多的車站。

## 車站結構
島式月台2面4線的地面車站。可對應12輛編組列車。設有跨站式站房，東西均設有站前廣場。

### 月台配置
| 月台 | 路線     | 方向（軌道）   | 目的地         | 備註     |
| ---- | -------- | -------------- | -------------- | -------- |
| 1    | 琵琶湖線 | 下行（外側線） | 京都、大阪方向 | 部分列車 |
| 2    | 琵琶湖線 | 下行（內側線） | 京都、大阪方向 |          |
| 3    | 琵琶湖線 | 上行（內側線） | 草津、米原方向 |          |
| 4    | 琵琶湖線 | 上行（外側線） | 草津、米原方向 | 部分列車 |

## 使用情況
2018年度1日平均上車人次為30,755人，JR西日本車站排行第28位。2014年度超越草津站，成為滋賀縣內上車人次最多的車站。開業前，立命館大學琵琶湖·草津校園開設預算為最多1日平均上車人次約14,000人，現為預計的2倍以上。
根據「滋賀縣統計書」與JR西日本的資料，開業以後1日平均上車人次推移如下表。
| 年度               | 1日平均 上車人次 | 來源   |
| ------------------ | ---------------- | ------ |
| 1994年（平成06年） | 3,986            | [ 7 ]  |
| 1995年（平成07年） | 9,014            | [ 8 ]  |
| 1996年（平成08年） | 10,145           | [ 9 ]  |
| 1997年（平成09年） | 11,140           | [ 10 ] |
| 1998年（平成10年） | 14,095           | [ 11 ] |
| 1999年（平成11年） | 14,756           | [ 12 ] |
| 2000年（平成12年） | 16,216           | [ 13 ] |
| 2001年（平成13年） | 16,316           | [ 14 ] |
| 2002年（平成14年） | 17,099           | [ 15 ] |
| 2003年（平成15年） | 18,013           | [ 16 ] |
| 2004年（平成16年） | 18,598           | [ 17 ] |
| 2005年（平成17年） | 19,146           | [ 18 ] |
| 2006年（平成18年） | 20,182           | [ 19 ] |
| 2007年（平成19年） | 20,620           | [ 20 ] |
| 2008年（平成20年） | 21,895           | [ 21 ] |
| 2009年（平成21年） | 22,067           | [ 22 ] |
| 2010年（平成22年） | 22,757           | [ 23 ] |
| 2011年（平成23年） | 24,694           | [ 24 ] |
| 2012年（平成24年） | 25,829           | [ 25 ] |
| 2013年（平成25年） | 27,168           | [ 26 ] |
| 2014年（平成26年） | 28,006           | [ 27 ] |
| 2015年（平成27年） | 29,128           | [ 28 ] |
| 2016年（平成28年） | 29,924           | [ 29 ] |
| 2017年（平成29年） | 30,363           | [ 30 ] |
| 2018年（平成30年） | 30,755           | [ 4 ]  |

## 相鄰車站
西日本旅客鐵道
 琵琶湖線（東海道本線）
■新快速
草津（JR-A24）－南草津（JR-A25）－石山（JR-A27）
■普通（包括在京都站或高槻站以西變為快速列車者）
草津（JR-A24）－南草津（JR-A25）－瀨田（JR-A26）

## 外部連結
- 南草津｜車站資訊：JR出門網 - 西日本旅客鐵道